# Новая Жизнь (Мордовия)
Новая Жизнь — посёлок в Кадошкинском районе Мордовии в составе Пушкинского сельского поселения.

## География
Находится на расстоянии примерно 4 километров по прямой на северо-запад от районного центра города Кадошкино.

## История
Основан в 1918 году на базе национализированного помещичьего имения. В 1931 году имел 62 двора. По состоянию на 2020 год опустел.

## Население
| 2002 | 2010 |
| ---- | ---- |
| 19   | ↘1   |

Постоянное население составляло 19 человек (русские 47 %, мордва 53 %) в 2002 году, 1 в 2010 году.